# Скотт Мітчелл
Скотт Мітчелл (англ. Scott Mitchell, нар. 5 червня 1970)  — англійський професійний гравець в дартс, чемпіон світу (BDO) з дартсу (2015).

## Кар'єра
У 2015 році Мітчелл вперше дійшов до фіналу чемпіонату світу BDO. У фіналі змагань він з рахунком 7-6 переміг іншого англійського гравця, триразового чемпіона світу BDO Мартіна Адамса.